# Medgyesszék
Medgyesszék (németül Mediascher Stuhl) különleges közigazgatási egység volt a Magyar Királyságban, Erdélyben: az erdélyi szász székek egyike.  Területe 649,75 km², 1870-ben 39121 lakossal. Székhelye Medgyes volt és 1876-ig állt fenn.

## Neve
Névadója a székelyek Medgyes nemzetsége volt. 

## Fekvése

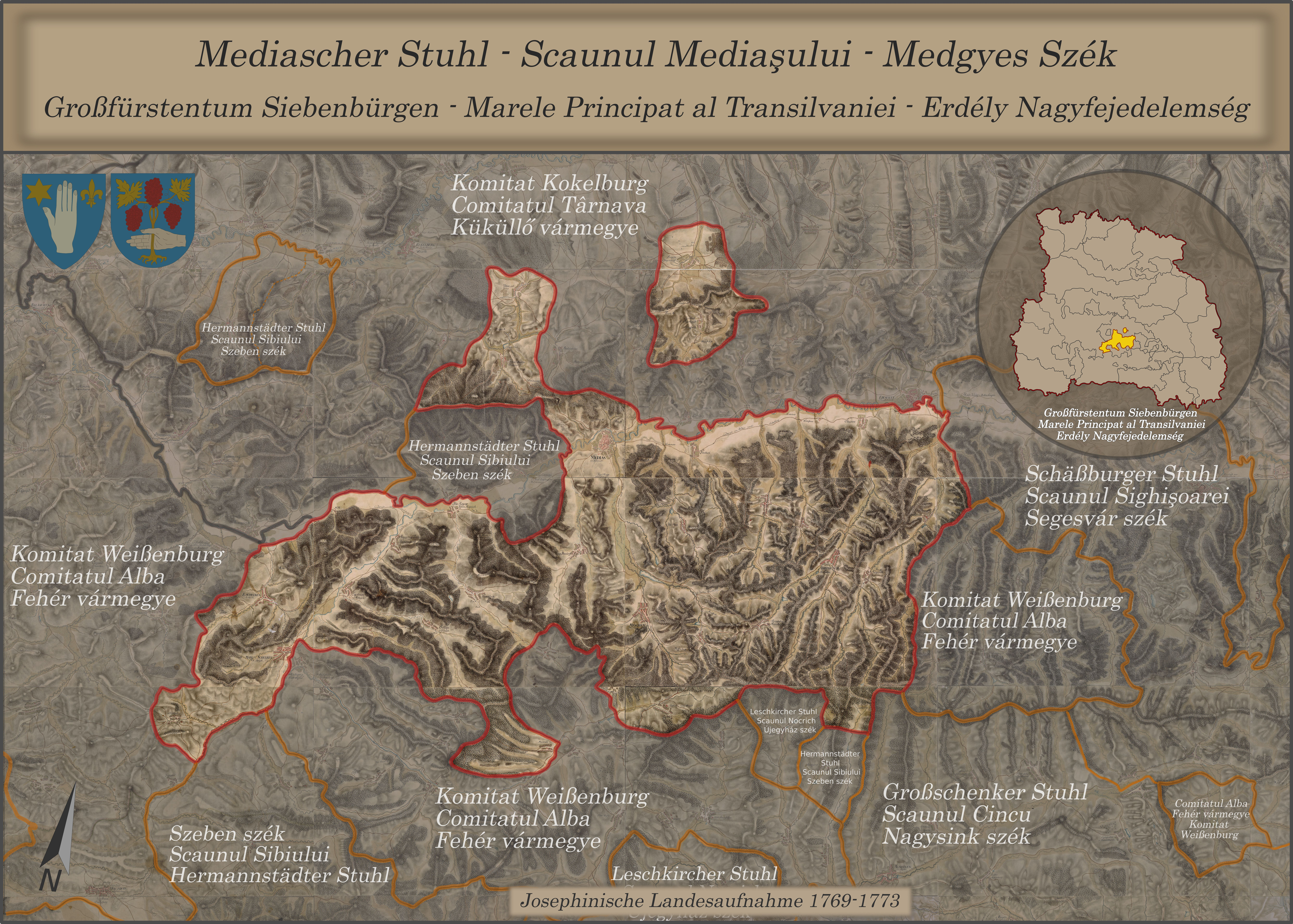
Medgyesszék térképe

A Nagy-Küküllő bal partján, kisebb beékelődéssel a jobbparti Küküllő vármegyébe. Keleten Felső-Fehér vármegye egyik szigete, északkeleten Segesvárszék, Északon Küküllő vármegye, nyugaton Nagyselykszék, délen Felső-Fehér vármegye egy másik szigete határolják.

## Története

Medgyesszék címere

Medgyesszéket a szászok betelepítése után a Székes völgyéből a Küküllő völgyébe átköltözők alapították Selykszékkel együtt a szászokkal betelepített Királyföld részeként, a Szeben központú Hétszéktől való megkülönböztetésül. Medgyesszék a Kétszék tagjaként a Borvidéket (Weinland) alkotta Segesvárszékkel együtt.
Nevét 1283. június 23-án Péter püspök egyik oklevele említette először, 1289-ben ugyancsak Péter püspök egyik oklevele említi egy tizedperrel kapcsolatban. 1315-ben Károly Róbert király a királyi szászok: Eceli András, Konc fia Péter, Musnai Herbordus és a medgyesi, selyki, berethalmi szász communitas nevében előadott kérésére visszahelyezi őket korábbi, a szebeni szász communitassal azonos szabadságukba. 1317-ben ugyancsak Károly Róbert oklevele említi, melyben megparancsolja az összes medgyesi szásznak és hospesnek, hogy Simon bán Almás, Darlac és Somogyom nevű birtokait mindenkitől védjék meg. 
A Medgyesszék területére beköltözött telepesek külön falvakat alapíthattak, és maguk választhatták meg papjaikat és maguk választhatták meg bíráikat (Hann) is. Az évente megválasztott bírák látták el a közigazgatást, ítélkeztek is. A fontos ügyekben azonban a község népe döntött. Évi 4 székgyűlést tartottak, melyen a 12 főből álló esküdtek és a falvak öregjei vettek részt. A szék élén a király által kinevezett királybíró állt. Medgyesszék központjában, Medgyes városában a 15. századtól már polgármestert is választottak, amely a méltóságsorban  a királybírót és székbírót is megelőzte méltóságában.
1870-ben 39.121 lakosa volt, melyből 21.286 (54,4%) evangélikus, 8.365 (21,4%) görög katolikus, 7.518 (19,2%) ortodox, 1.333 (3,4%) római katolikus és 619 egyéb (főleg református) vallású volt. 54,5% német, 40,5% román és 4,5% magyar nemzetiségű.
Az 1876. évi XXXIII. törvénycikk alapján Nagy-Küküllő vármegye kebelezte be.

## Települései
A csatlakozás évszámával. (Zárójelben a német név szerepel.)
- Baráthely (Pretai), 1359
- Bázna avagy Felsőbajom (Baaßen), 1359
- Berethalom (Birthälm), 1315
- Ecel (Hetzeldorf), 1359
- Küküllőkőrös avagy Szászkőrös (Kirtsch), 1337
- Medgyes (Mediasch/Medwisch), 1315
- Muzsna avagy Szászmuzsna (Meschen)
- Nagykapus (Großkopisch)
- Nemes (Nimesch)
- Riomfalva (Reichesdorf), 1359
- Szászalmád (Almen), 1510
- Szászbogács (Bogeschdorf), 1359
- Szászbuzd (Bußd/Buss), 1359
- Szászivánfalva (Eibesdorf), 1359
- Völc avagy Velc (Wölz), 1359